# 6226 Paulwarren
6226 Paulwarren è un asteroide della fascia principale. Scoperto nel 1981, presenta un'orbita caratterizzata da un semiasse maggiore pari a 2,2086746 UA e da un'eccentricità di 0,1323047, inclinata di 2,17520° rispetto all'eclittica.